# Grzegorz Bril
Grzegorz Bril (* 3. Januar 1986 in Jasło) ist ein polnischer Biathlet. 
Grzegorz Bril ist Student und lebt und trainiert in Jedlicze. Er startet für KS AZS AWF Katowice und wird von Malwina Wojtas trainiert. Dem Nationalkader Polens gehört er seit 2006 an. 2006 debütierte er international in Obertilliach im Biathlon-Europacup der Junioren, wechselte noch in derselben Saison zu Beginn des Jahres 2007 zu den Männern in den Leistungsbereich. Dort bestritt er ebenfalls in Obertilliach mit einem Einzel sein erstes Rennen, bei dem er 82. wurde. 2009 gewann er in Osrblie als 40. eines Einzels seinen ersten IBU-Cup-Punkt. Beim folgenden Sprint erreichte Bril mit dem 30. Platz sein bislang bestes Resultat in der Rennserie. An Großereignissen nahm der Pole bislang nur einmal, bei den Biathlon-Europameisterschaften 2008 in Nové Město na Moravě teil, bei denen er mit Adam Kwak, Tomasz Puda und Sebastian Witek im Staffelrennen 13. wurde.
Bei den Polnischen Meisterschaften 2008 in Jakuszyce verpasste er als Vierter des Sprints und Fünfter der Verfolgung noch Medaillengewinne. 2009 verpasste er in Wisła erneut als Fünfter des Einzels eine Medaille, gewann aber mit Tomasz Puda, Sebastian und Łukasz Witek als Vertretung des AZS AWF Katowice die Silbermedaille im Staffelrennen.

## Biathlon-Weltcup-Platzierungen
Die Tabelle zeigt alle Platzierungen (je nach Austragungsjahr einschließlich Olympische Spiele und Weltmeisterschaften).
- 1.–3. Platz: Anzahl der Podiumsplatzierungen
- Top 10: Anzahl der Platzierungen unter den ersten zehn (einschließlich Podium)
- Punkteränge: Anzahl der Platzierungen innerhalb der Punkteränge (einschließlich Podium und Top 10)
- Starts: Anzahl gelaufener Rennen in der jeweiligen Disziplin

| Platzierung                      | Einzel | Sprint | Verfolgung | Massenstart | Staffel | Gesamt |
| -------------------------------- | ------ | ------ | ---------- | ----------- | ------- | ------ |
| 1. Platz                         |        |        |            |             |         |        |
| 2. Platz                         |        |        |            |             |         |        |
| 3. Platz                         |        |        |            |             |         |        |
| Top 10                           |        |        |            |             |         |        |
| Punkteränge                      |        |        |            |             | 1       | 1      |
| Starts                           | 1      | 1      |            |             | 1       | 3      |
| Stand: nach der Saison 2010/2011 |        |        |            |             |         |        |